# Seconde Grande migration afro-américaine

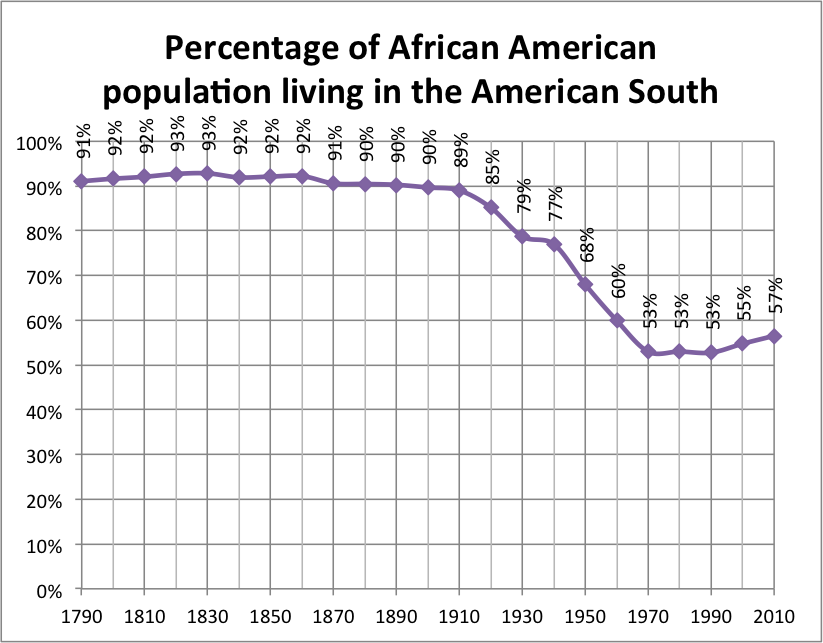
Graphique montrant le pourcentage de la population africaine-américaine vivant dans le Sud des États-Unis, 1790-2010.

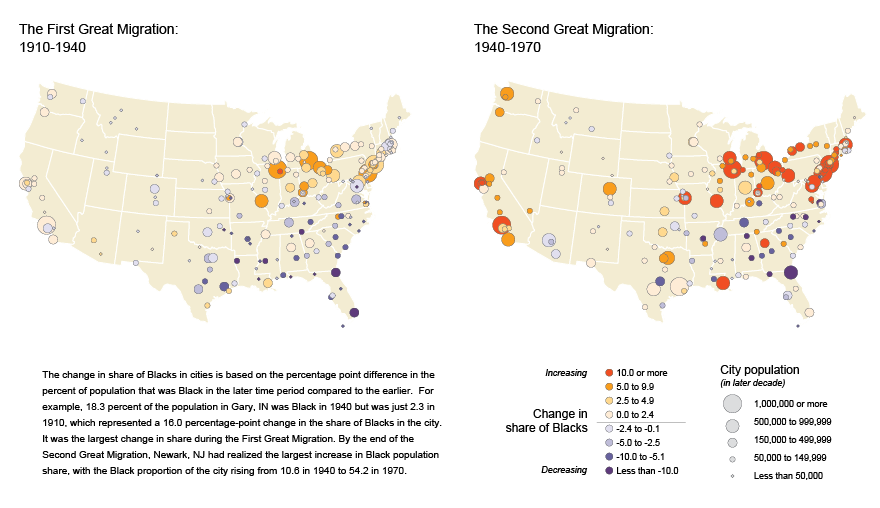
Cartes illustrant la première et la seconde Grandes migrations, s'appuyant sur l'évolution de la part de Noirs dans les grandes viles des États-Unis, 1916-1930 et 1940-1970.

La Seconde Grande migration était la migration de plus de 5 millions d'Afro-Américains du Sud des États-Unis vers le Nord-Est, le Midwest et la côte Ouest des États-Unis. Cette migration se déroule de 1940 aux années 1970. Cette migration est de plus grande ampleur que la première Grande migration afro-américaine, de 1916 à 1940, où les migrants étaient essentiellement des paysans du Sud partis dans le Nord-Est et le Midwest du pays.
Au cours de la Seconde Grande migration, plus de 5 millions de Noirs américains se rendent dans le Nord-Est et le Midwest, mais également sur la côte Ouest des États-Unis, dans des villes comme Los Angeles, Oakland, Phoenix, Portland et Seattle, qui bénéficient de nombreux emplois dans l'industrie militaire. Ces migrants viennent essentiellement du Sud du pays, mais d'autres cherchent également à éviter les discriminations qu'ils subissent dans le reste des États-Unis.

## Migration dans des milieux urbains
Par rapport aux migrants ruraux de la période 1910-1940, beaucoup d'Afro-américains du Sud vivent déjà dans des villes et ont des compétences en industrie lorsqu'ils déménagent. Ils prennent majoritairement des emplois dans des villes industrielles, en particulier pendant la Seconde Guerre mondiale où la demande d'ouvriers qualifiés est énorme dans l'industrie militaire,. Des travailleurs jusque-là cantonnés à un travail sans qualification et victimes de la ségrégation peuvent alors déménager en Californie, en Oregon et dans l'État de Washington et y être bien payés par l'industrie maritime.
À la fin de la Seconde Grande migration, les Africains Américains sont très urbanisés. Plus de 80 % vivent dans les villes, une plus grande part que n'importe quelle autre ethnie américaine. 53 % restent dans le Sud des États-Unis, environ 40 % dans le Nord-Est et le Nord du pays et 7 % sur la côte Ouest.

## Causes
Comme au cours de la première Grande migration, les Afro-américains du Sud du pays déménagent pour fuir les restrictions ségrégatives des lois Jim Crow, en matière électorale, de droits civiques, économique et éducative,,. Les privations économiques leur sont imposées : par exemple, le métayage les empêche de faire des profits ou d'étendre leur influence.
Dans les années 1930 et 1940, l'agriculture mécanisée réduit la demande de main-d'œuvre non qualifiée dans l'agriculture sudiste, ce qui force de nombreux Noirs à chercher un emploi en ville. Au cours de la Seconde Guerre mondiale, en raison de la conscription de millions de personnes, les employeurs du Nord et de l'Ouest du pays commencent à recruter des sudistes, noirs ou blancs, pour participer à l'industrie militaire. D'autres facteurs accompagnent cette migration, entre autres les opportunités de formation ou la fuite des violences racistes subies.

## Ségrégation au sein des villes
Certaines communautés Noires sont déjà établies depuis la première Grande migration, comme à Chicago ou New York. L'Ouest, cependant, est une nouvelle destination et les migrants construisent leurs propres communautés dans la région de la baie de San Francisco, à Los Angeles, Portland, Phoenix et Pugetopolis. À leur arrivée, plusieurs facteurs empêchent leur installation au sein des communautés blanches, ce qui crée des zones racialement homogènes dans des villes à forte migration. Par exemple, on estime que moins de 1 % des 461 000 habitants noirs de Los Angeles vivaient en dehors d'un quartier à majorité noire.

## Statistiques
| Region    | 1900  | 1910  | 1920  | 1930  | 1940  | 1950  | 1960  | 1970  |
| Northeast | 1.8%  | 1.9%  | 2.3%  | 3.3%  | 3.8%  | 5.1%  | 6.8%  | 8.8%  |
| Midwest   | 1.9%  | 1.8%  | 2.3%  | 3.3%  | 3.5%  | 5.0%  | 6.7%  | 8.1%  |
| West      | 0.7%  | 0.7%  | 0.9%  | 1.0%  | 1.2%  | 2.9%  | 3.9%  | 4.9%  |
| South     | 32.3% | 29.8% | 26.9% | 24.7% | 23.8% | 21.7% | 20.6% | 19.0% |